# Langenstraße 68 (Stralsund)
Das Haus Langenstraße 68 in Stralsund ist ein denkmalgeschütztes Bauwerk in der Langenstraße.

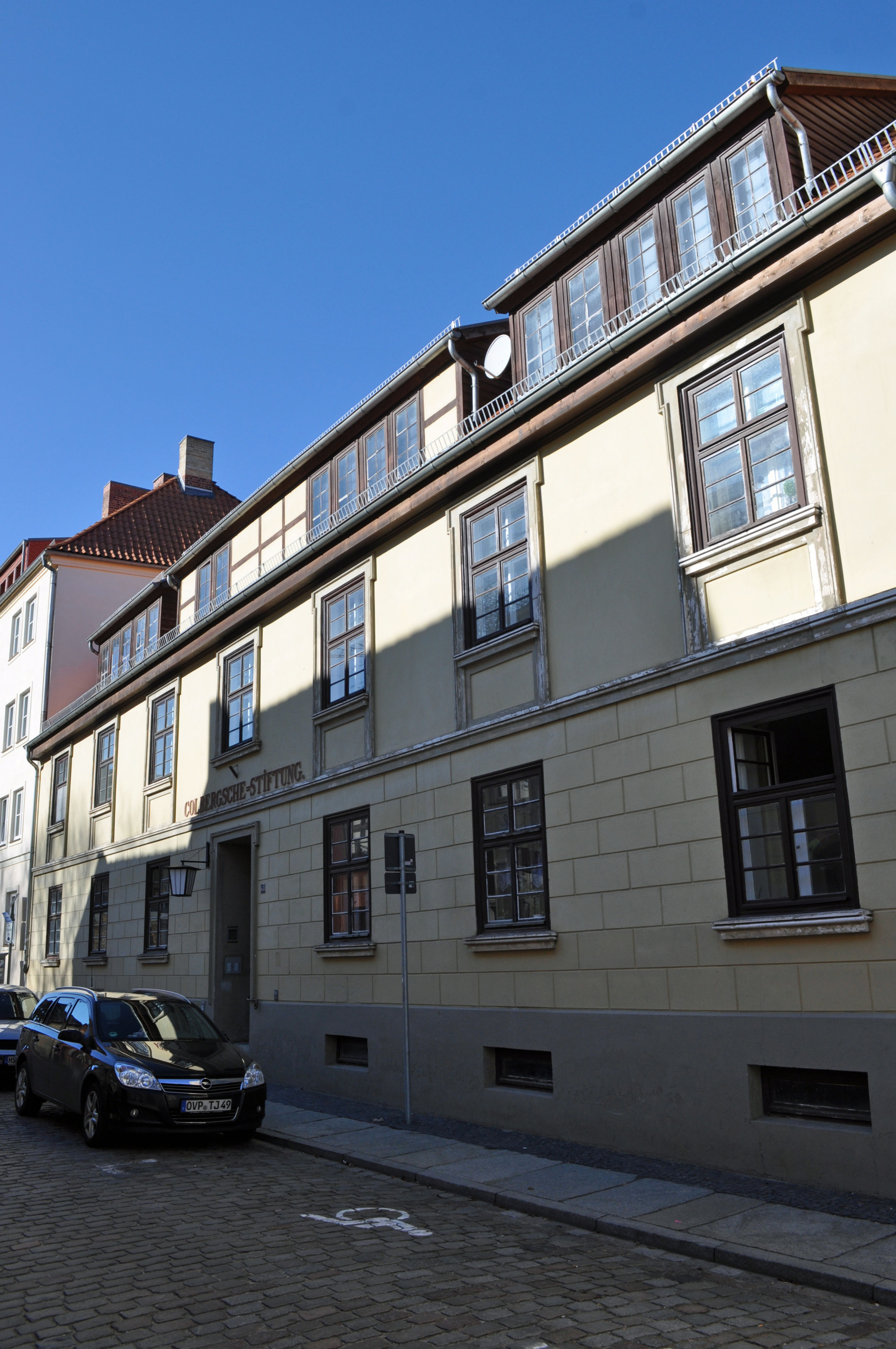
Haus Langenstraße 68 (2012)

Der Ratsherr Carl Erich Colberg begründete im Jahr 1839 die Colbergsche Stiftung, als deren Stiftungsgebäude im Jahr 1845 das Haus Langenstraße 68 als zweigeschossiges Traufenhaus errichtet wurde. Die verputzte Fassade weist eine spätklassizistische Gliederung auf. Das Erdgeschoss ist genutet, Gesimse trennen die Geschosse. Das Portal sowie die Fenster im Obergeschoss sind faschengerahmt. In den Jahren 1985/1986 wurde das Gebäude bei der Sanierung stark erneuert.
Das Haus im Kerngebiet des von der UNESCO als Weltkulturerbe anerkannten Stadtgebietes des Kulturgutes „Historische Altstädte Stralsund und Wismar“ ist in die Liste der Baudenkmale in Stralsund eingetragen.